# Solanum humectophilum
Solanum humectophilum là loài thực vật có hoa trong họ Cà. Loài này được Ochoa miêu tả khoa học đầu tiên năm 1969.